# 黃飛鴻'92之龍行天下
《黃飛鴻'92之龍行天下》是1992年上映的一部香港電影，由徐克執導，李連杰、元華、郭錦恩等主演，此電影全部在美國洛杉矶取景拍攝。

## 劇情概要
阿杰（李連杰飾）到洛杉磯找開設寶芝林武館的師傅（元華飾），因不懂英文，鬧了很多笑話。阿杰運用自己一身的好功夫，幫了身邊的朋友，也幫了師傅，並懲治了當地有黑社會背景的拳師Johnny（傑里·特林布爾飾），亦因此赢得一個華裔女孩阿美（郭錦恩飾）的芳心。

## 演員表
| 演員   | 角色   | 備註 |
| 李連杰 | 阿     |      |
| 元 華  | 陳厚德 |      |
| 郭錦恩 | 阿美   |      |

## 幕後工作
- 出品人：鄒定歐、黎小田
- 策劃：羅大衛
- 統籌：趙錫強
- 執行統籌：鄒重珩
- 故事：徐克
- 第二組導演：朱繼生
- 武術指導：袁振洋、元華
- 燈光：張景年
- 後期製作經理：張耀宗、林安兒
- 後期製作統籌：陳道好
- 國語對白：馮雪銳
- 英語對白：Annie Mather
- 效果：程小龍
- 錄音：周少龍、周錦榮
- 錄音室：嘉禾錄音室、Sound Wave Film Post Production Ltd.
- 沖印：天工彩色沖印有限公司

## 電影音樂
| 曲別   | 歌名                 | 作曲   | 填詞   | 演唱者 | 備註             |
| ------ | -------------------- | ------ | ------ | ------ | ---------------- |
| 主題曲 | 〈潮起潮落陪你度過〉 | 周志華 | 周志華 | 成龍   | 滾石唱片公司提供 |

## 外部連結
- 開眼電影網上《黃飛鴻'92之龍行天下》的資料（繁體中文）
- 香港影庫上《黃飛鴻'92之龍行天下》的資料（繁體中文）
- 豆瓣电影上《黃飛鴻'92之龍行天下》的資料 （简体中文）
- 时光网上《黃飛鴻'92之龍行天下》的資料（简体中文）
- AllMovie上《黃飛鴻'92之龍行天下》的资料（英文）
- 爛番茄上《黃飛鴻'92之龍行天下》的資料（英文）
- 互联网电影数据库（IMDb）上《黃飛鴻'92之龍行天下》的资料（英文）